# Saint-Aubin (Nord)
Saint-Aubin ist eine französische Gemeinde im Département Nord in der Region Hauts-de-France. Sie gehört zum Kanton Avesnes-sur-Helpe im Arrondissement Avesnes-sur-Helpe. Die Bewohner nennen sich Saint-Aubinois. 

## Lage
Die Gemeinde Saint-Aubin liegt  an der Tarsy im Regionalen Naturpark Avesnois, elf Kilometer südlich von Maubeuge. Nachbargemeinden von Saint-Aubin sind Limont-Fontaine im Norden, Éclaibes im Nordosten, Dourlers im Osten, Bas-Lieu im Südosten, Saint-Hilaire-sur-Helpe im Süden, Saint-Remy-Chaussée im Westen sowie Écuélin im Nordwesten.

## Bevölkerungsentwicklung
| Jahr                       | 1962 | 1968 | 1975 | 1982 | 1990 | 1999 | 2006 | 2013 | 2021 |
| Einwohner                  | 360  | 341  | 325  | 390  | 383  | 392  | 375  | 374  | 347  |
| Quellen: Cassini und INSEE |      |      |      |      |      |      |      |      |      |

## Sehenswürdigkeiten

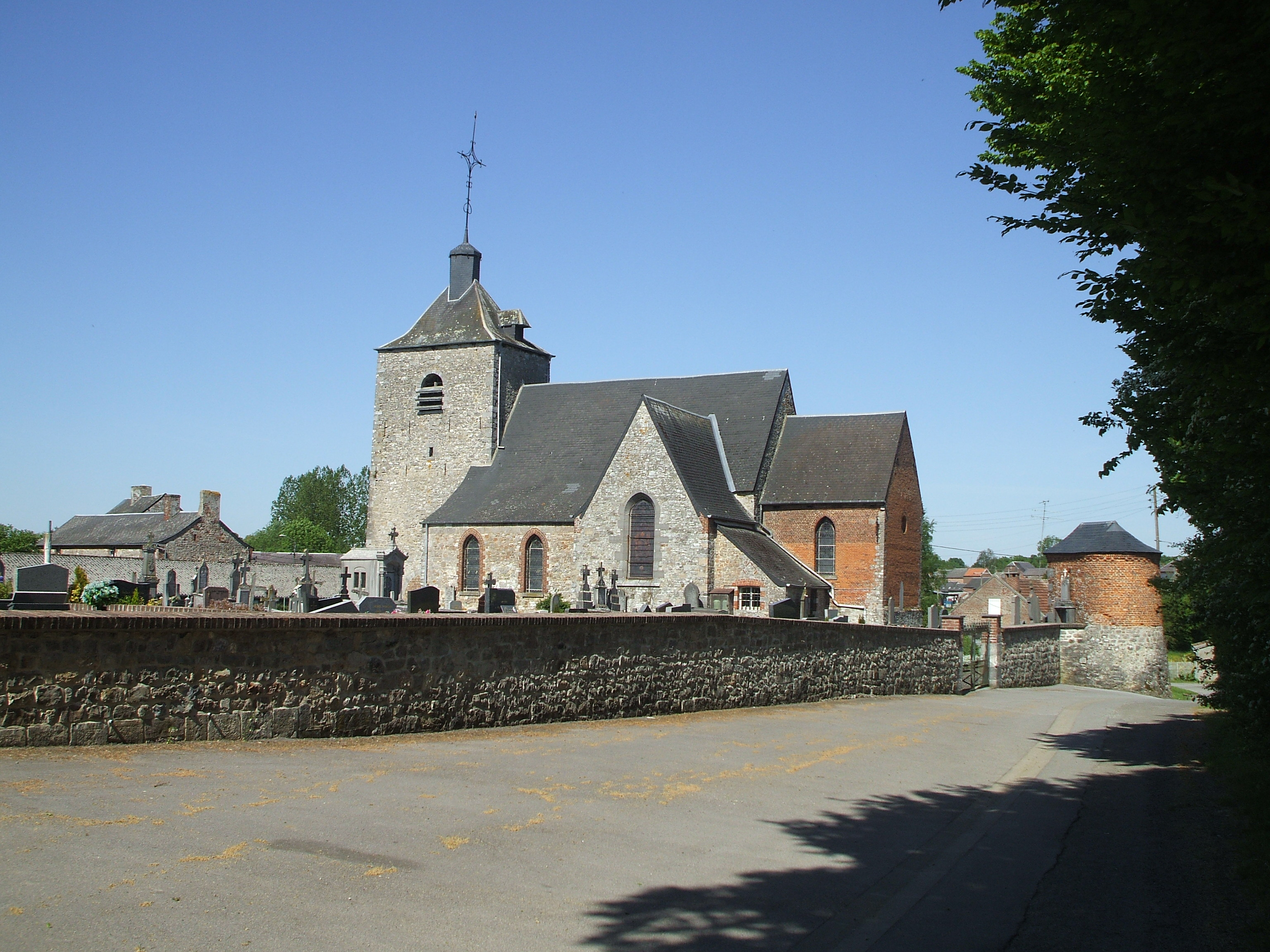
Kirche Saint-Aubin
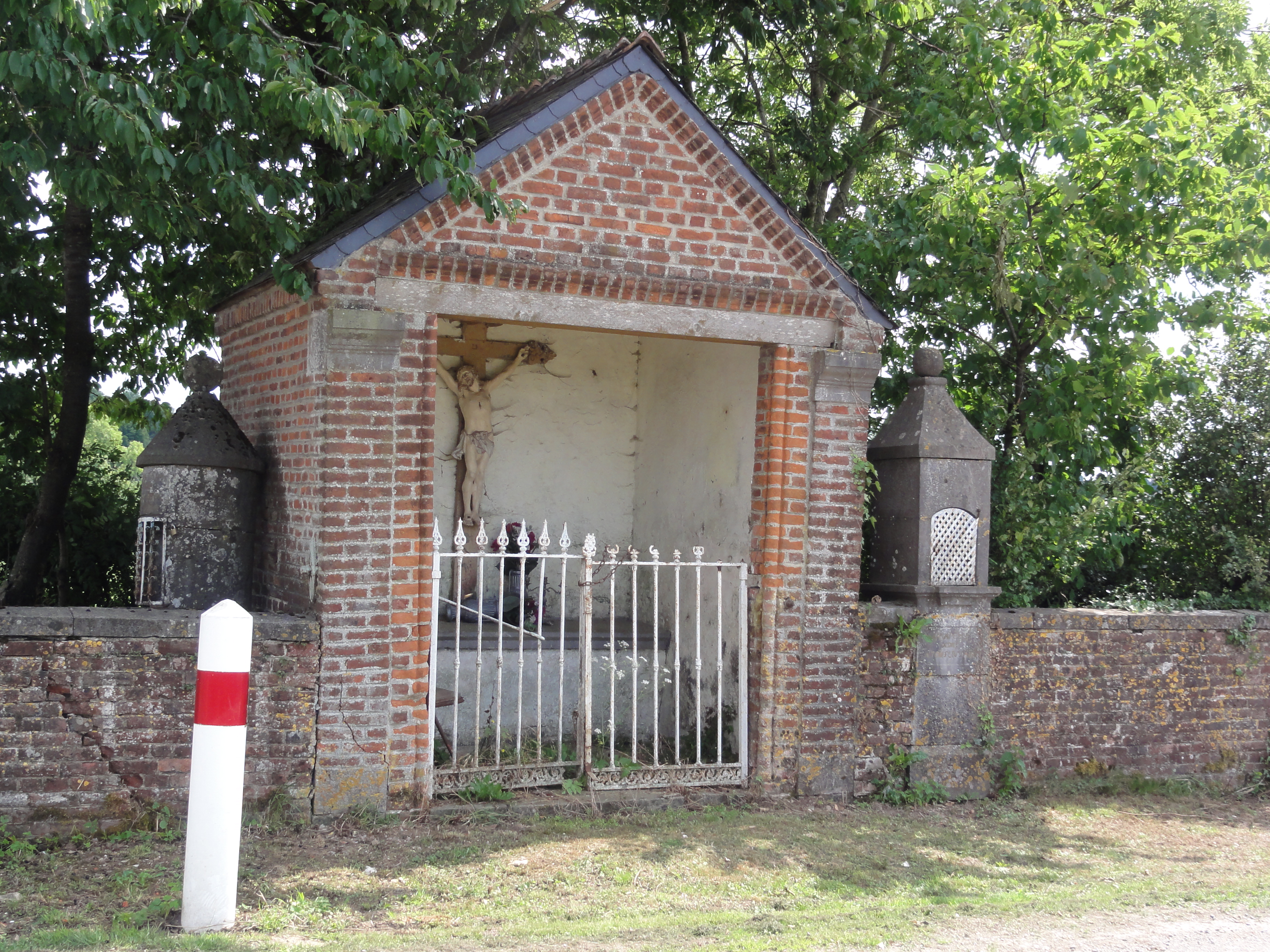
Kalvarienkapelle
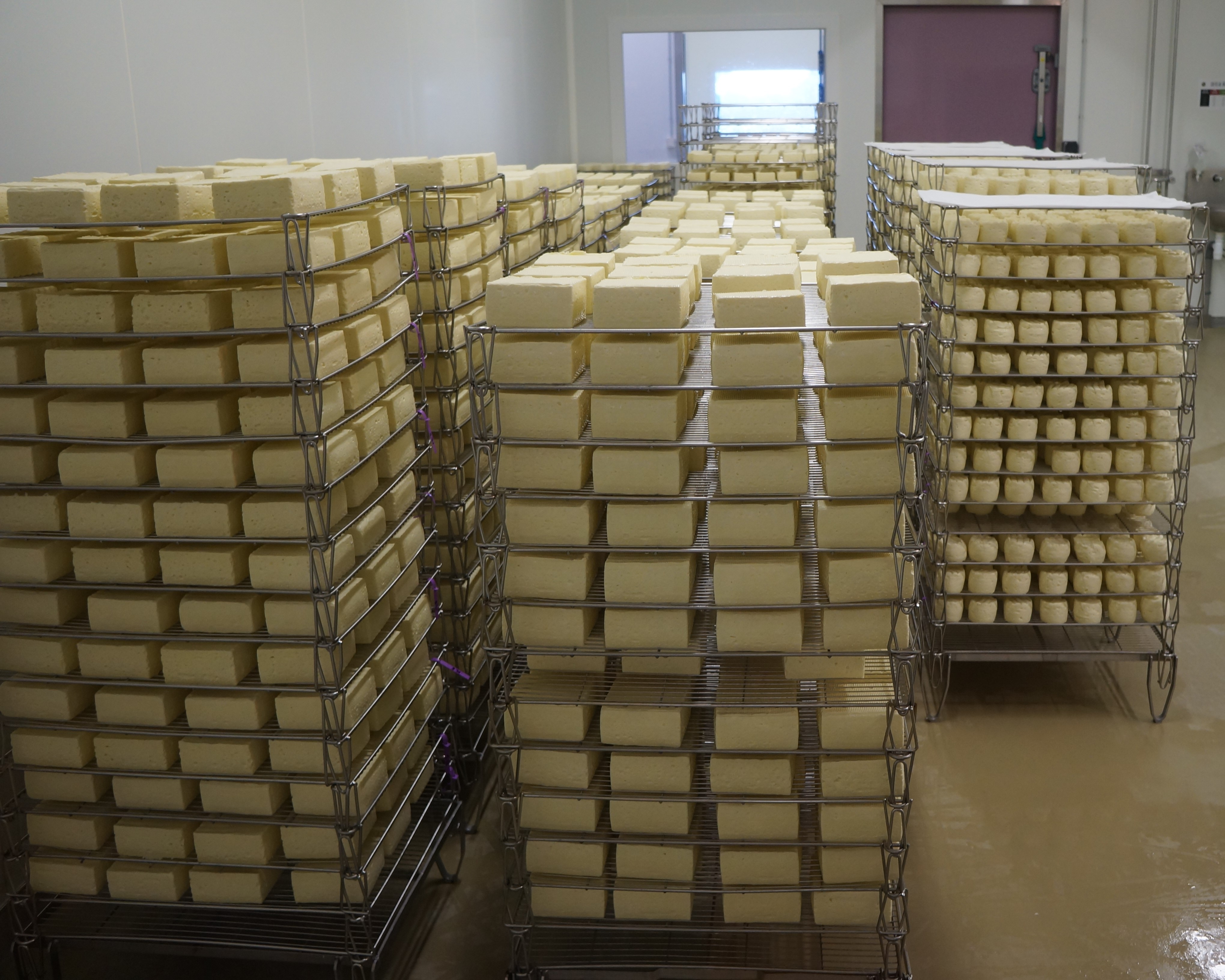
Lager der Käserei in der Ferme du Pont des Loups
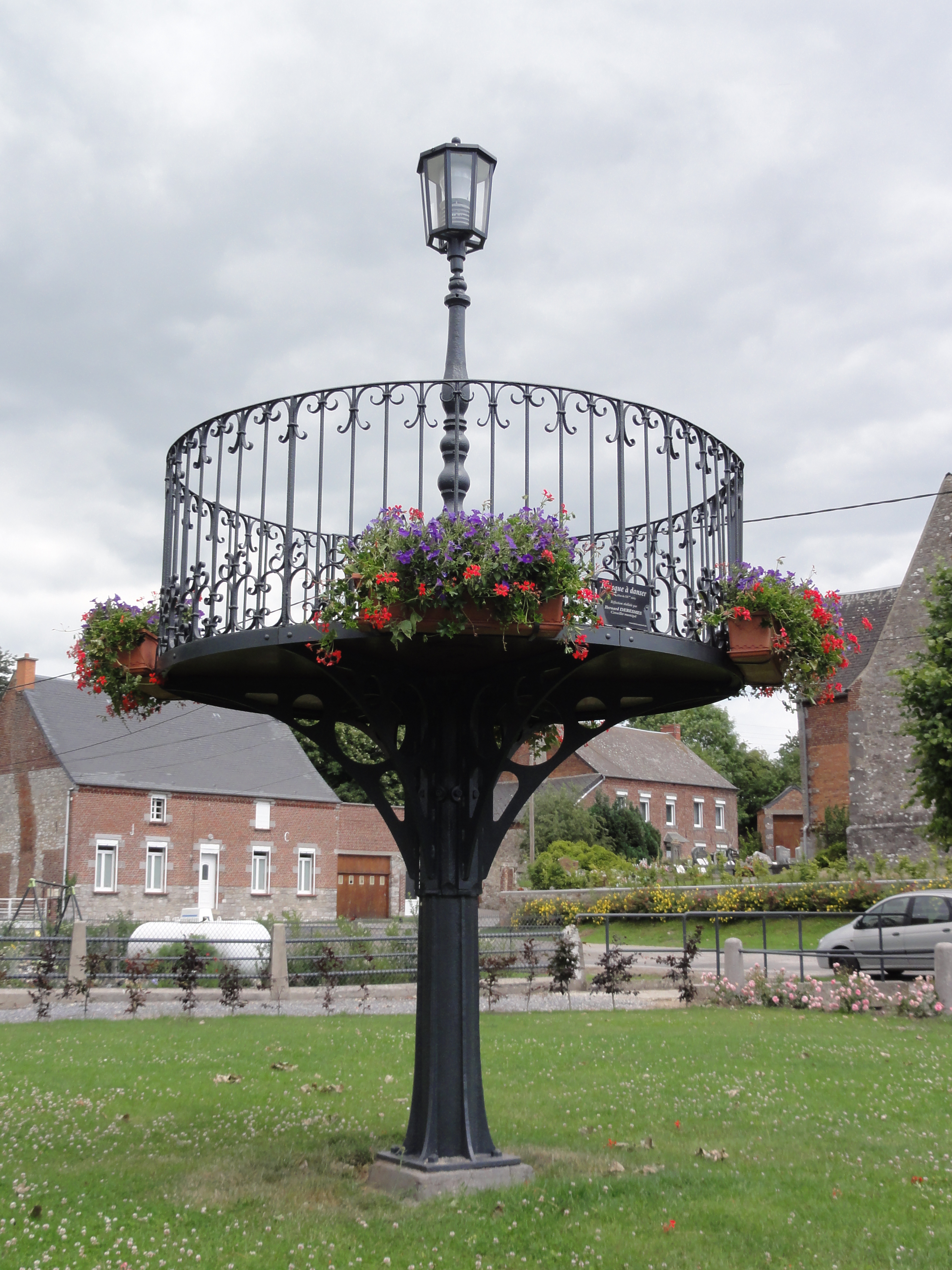
Musikpavillon
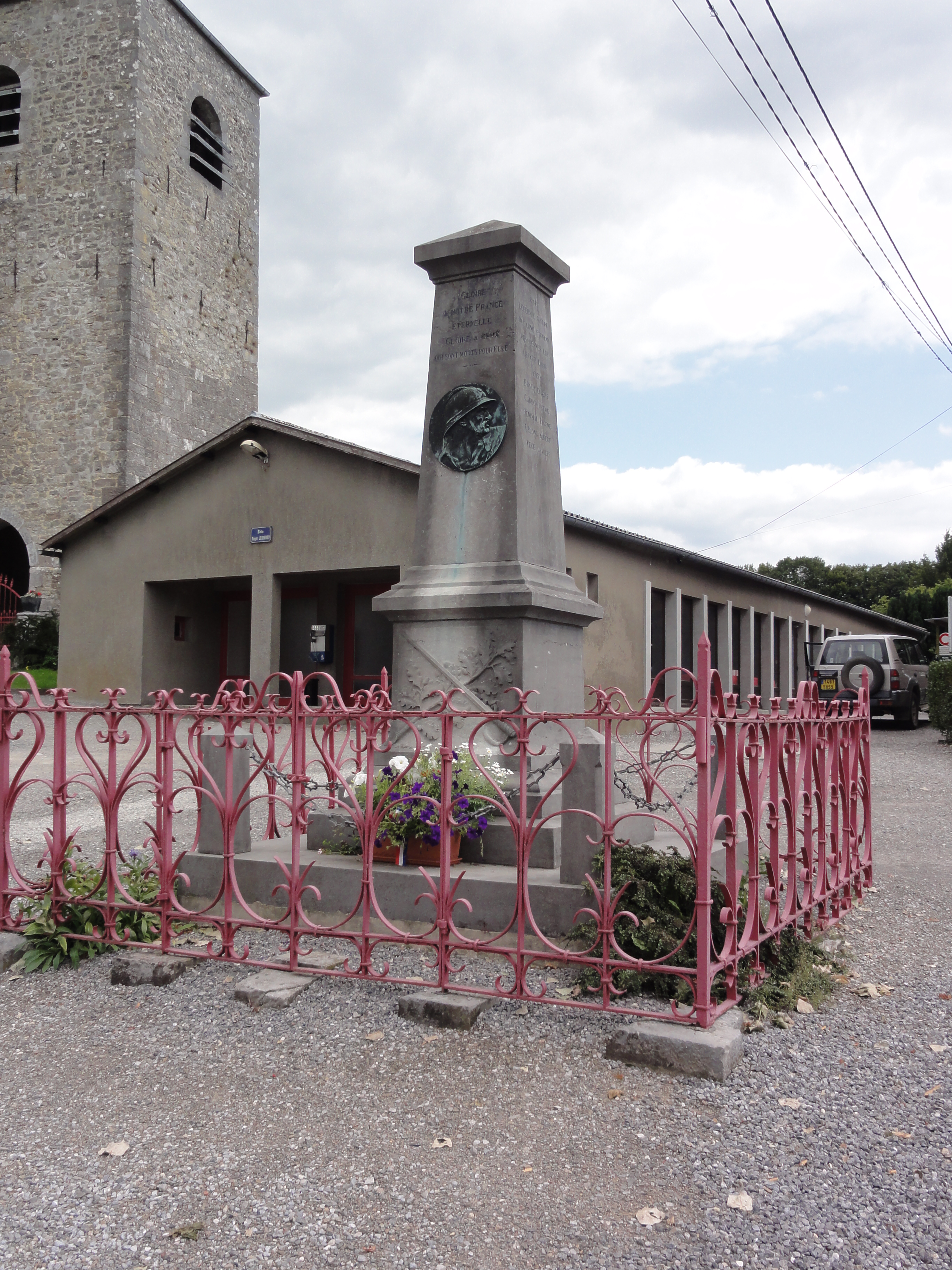
Gefallenendenkmal

- Kirche Saint-Aubin
- Kalvarienkapelle
- Lager der Käserei in der Ferme du Pont des Loups
- Musikpavillon
- Gefallenendenkmal